# Unione Industriali Torino
L'Unione Industriali Torino è la principale associazione volontaria d'imprese di livello territoriale aderente a Confindustria, per la rappresentanza, la tutela, la promozione e lo sviluppo delle aziende e dei loro interessi sul territorio torinese.

## Storia
Fondata il 19 luglio 1906 con il nome di Lega Industriale, da essa, nel 1910, prende vita la Confederazione Generale dell'Industria Italiana, Confindustria. Ha assunto l'attuale denominazione nel 2021, dopo la fusione con AMMA - Aziende Meccaniche Meccatroniche Associate.
Nel 2024 Confindustria ha designato Torino come Città Capitale della Cultura d'Impresa. Il dossier vincente, presentato da Unione Industriali Torino, è intitolato "Torino, spazio al futuro".

## Sede
La sede principale di Unione Industriali Torino è in Via Manfredo Fanti, 17. L'edificio che ospita gli uffici ingloba anche la Palazzina Marone Cinzano, già Maffei di Boglio, esempio dell'eclettismo torinese tra Otto e Novecento, ed è anche sede del Centro Congressi Unione Industriali Torino.

## I Presidenti
I Presidenti di Unione Industriali Torino nell'Italia repubblicana:
- 1945-1950 Sandro Fiorio
- 1950-1966 Ermanno Gurgo Salice
- 1966-1972 Giacomo Bosso
- 1972-1974 Franco Bobba
- 1974-1976 Carlo Debenedetti
- 1976-1978 Alberto Benadì
- 1978-1984 Sergio Pininfarina
- 1984-1990 Giuseppe Pichetto
- 1990-1996 Bruno Rambaudi
- 1996-2000 Francesco Devalle
- 2000-2004 Andrea Pininfarina
- 2004-2008 Alberto Tazzetti
- 2008-2012 Gianfranco Carbonato
- 2012-2016 Licia Mattioli
- 2016-2020 Dario Gallina
- 2020-2024 Giorgio Marsiaj
- dal 2024 Marco Gay